# Рейчел Бостон
Рейчел Елізабет Бостон (англ. Rachel Elizabeth Boston, нар. 9 травня 1982) — американська акторка та продюсерка. Зіграла головні ролі в ряді незалежних фільмів та була постійною акторкою кількох телесеріалів. Знімалася в драматичному серіалі NBC «Американські мрії» як Бет Мейсон з 2002 по 2005 рік, у ситкомі CBS «The Ex List» у 2008 році та в серіалі USA Network In Plain Sight з 2008 по 2012 рік. З 2013 по 2014 рік Бостон втілила Інгрід Бошамп у фантазійному телесеріалі Lifetime «Відьми Іст-Енду».

## Життєпис та кар'єра
Рейчел Елізабет Бостон народилася 1982 року в Чаттануга, Теннессі (США). 1999 року виграла конкурс Міс Теннессі і потрапила до десятки найкращих в рамках загальнонаціонального конкурсу. В 17 років переїхала до Нью-Йорка, де вступила до Нью-Йоркського університету.
Бостон здобула популярність роллю в телесеріалі «Американські мрії», в якому знімалася з 2002 по 2005 рік, аж до фіналу шоу. Потім вона знялася в кількох невдалих телевізійних пілотах і з'явилася в серіалах «Шукачка», «Полювання на вбивць» та «Анатомія Грей», а також зіграла в ситкомі, що недовго проіснував, «Всі мої колишні». На великому екрані виконала ролі другого плану у фільмах «50 таблеток», «500 днів літа» та «Привиди колишніх подружок».
У 2011—2012 роках Рейчел Бостон грала роль детективки Ебігейл Чаффі у двох фінальних сезонах серіалу «У простому вигляді» . Вона виконала головну жіночу роль у незалежному фільмі 2011 року The Pill, яка принесла їй кілька нагород на різних кінофестивалях. 
Крім акторської кар'єри, в 2012 році спродюсувала два фільми.
У 2013 році Бостон почала грати одну з головних ролей у телесеріалі каналу Lifetime «Відьми Іст-Енду» з Джулією Ормонд. 4 листопада 2014 року канал закрив серіал після 2 сезонів через низькі рейтинги, залишаючи невирішеними кілька кліфгенгерів у фіналі. На початку 2015 року Бостон почала виконувати роль другого плану в пілоті CBS «Для справедливості» з Анікою Ноні Роуз та виробництва Ави Дюверней.
У липні 2021 року одружилася з Анатолієм Ашем. У січні 2022 року народила доньку Грейс.

## Фільмографія

### Фільми
| Год  | Назва українською мовою                   | Назва англійською мовою        | Роль                | Примітки |
| ---- | ----------------------------------------- | ------------------------------ | ------------------- | --- |
| 2002 | Куріння трави                             | Smoking Herb                   | Жаклін Мейсон       | |
| 2006 | П'ятдесят таблеток                        | Fifty Pills                    | Ліндсей             | |
| 2009 | 500 днів літа                             | (500) Days of Summer           | Елісон              | |
| 2009 | Привиди колишніх подружок                 | Ghosts of Girlfriends Past     | Діна                | |
| 2010 | 10 років потому                           | 10 Years Later                 | Кіра Лі             | |
| 2011 | Можливий дощ                              | Chance of Showers              | Жінка у жовтому     | |
| 2011 | Таблетка                                  | The Pill                       | Мінді               | Премія кінофестивалю в Сан-Дієго за найкращу жіночу роль Спеціальна премія кінофестивалю в Нью-Йорку Gen Art Film Festival Award за найкращу жіночу роль |
| 2011 | Хто такий Бадді Епплбаум?                 | Who the F is Buddy Applebaum?  | Джені               | |
| 2012 | Повернення додому                         | Coming Home                    | Меган Морган        | короткометражний фільм |
| 2012 | Сліпий поворот                            | Blind Turn                     | Саманта Голт        | |
| 2012 | Це — катастрофа                           | It's a Disaster                | Лексі Ківел         | |
| 2012 | Реюньйон після середньої школи у вихідний | Holiday High School Reunion    | Джорджія Гант       | Телефільм, також виконавча продюсерка |
| 2013 | Чорні чорнобривці                         | «Black Marigolds»              | Кейт Коул           | Також виконавча продюсерка |
| 2015 | Крижана скульптура Різдва                 | Ice Sculpture Christmas        | Callie Shaw         | |
| 2015 | Дар чудес                                 | A Gift of Miracles             | Darcy               | |
| 2016 | Зірвати весілля                           | Stop the Wedding               | Ганна Колтон        | |
| 2016 | Ельф: Мюзикл                              | Elf: the musical               | Жизель              | |
| 2017 | Роза на Різдво                            | A Rose for Christmas           | Енді                | |
| 2017 | Різдво Анджел — Фоллс                     |                                | Габріелла Месенджер | |
| 2018 | Різдво в Теннессі                         | A christmas in Tennessee       | Елісон Брентлі      | |
| 2019 | Я ненавиджу дітей                         | I hate kids                    | Сідні Бартлетт      | |
| 2019 | Остання подружка нареченої                | The last bridesmaid            | Ребека Фостер       | |
| 2019 | Заїзд на Різдво                           | Check in to christmas          | Джулія Кроулі       | |
| 2020 | Різдвяна карусель                         | A christmas carousel           | Ліла                | |
| 2022 | Побачення з Делейні                       | Dating the Delaneys            | Меггі Делейні       | |
| 2022 | Катастрофа різдвяного печива              | A christmas cookie catastrophe | Енн Купер           | |
| 2022 | Сюжет заручин                             | The engagement plot            | Ганна Найт          | |

### Телесеріали
| Рік         | Назва українською         | Назва англійською       | Роль                   | Примітки                    |
| ----------- | ------------------------- | ----------------------- | ---------------------- | --------------------------- |
| 2001        | Шоу Енді Діка             | The Andy Dick Show      | Тіна                   | 1 епізод                    |
| 2002-2005   | Американські мрії         | American Dreams         | Бет Мейсон             | Регулярна роль, 50 епізодів |
| 2005        | Кінетоскоп                | Peep Show               | Маршу                  | пілот                       |
| 2005        | Шукачка                   | The Closer              | Дженніфер              | 1 епізод                    |
| 2005        | Лав Інкорпорейшн          | Love, Inc.              | Джіл                   | 1 епізод                    |
| 2006        | Невіддільний              | Inseparable             | Стеф                   | Пілот                       |
| 2006        | Крихітки                  | Crumbs                  | Елісон                 | 1 епізод                    |
| 2006        | Везунчик Сем              | The Loop                | Дженна                 | 1 епізод                    |
| 2006        | Щаслива година            | «Happy Hour»            | Шона                   | 1 епізод                    |
| 2006        | NCIS: Полювання на вбивць | NCIS                    | Сірі Алберт            | 1 епізод                    |
| 2006        | Сьоме небо                | 7th Heaven              | Міс Марго              | 3 епізоди                   |
| 2007        | Новини                    | The News                | Ейпріл Тернофф         | Пілот                       |
| 2007        | Анатомія Грей             | Grey's Anatomy          | Рейчел                 | 1 епізод                    |
| 2007        | Розслідування Джордан     | Crossing Jordan         | Женева Тодд            | 1 епізод                    |
| 2007        | Правила спільного життя   | Rules of Engagement     | Емі                    | 1 епізод                    |
| 2007        | Лас-Вегас                 | «Las Vegas»             | Петсі                  | 1 епізод                    |
| 2007        | Угамуй свій запал         | Curb Your Enthusiasm    | Офіціантка             | 1 епізод                    |
| 2008        | Злом                      | Hackett                 | Одрі                   | Пілот                       |
| 2008        | Швидка допомога           | ER                      | Бет Акерман            | 1 епізод                    |
| 2009        | Чистильник                | The Cleaner             | Рубі Гейлер            | 1 епізод                    |
| 2008-2009   | Всі мої колишні           | The Ex List             | Дафна Блум             | Регулярна роль, 13 епізодів |
| 2009        | Іствік                    | «Eastwick»              | Шарлін                 | 1 епізод                    |
| 2010        | Умисна випадковість       | Accidentally on Purpose | Бренда                 | 1 епізод                    |
| 2010        | Прохвости                 | Scoundrels              | Таня Лотеррі           | 3 епізоду                   |
| 2010        | Касл                      | Castle                  | Пенні Маршанд          | 1 епізод                    |
| 2011        | Шалена любов              | Mad Love                | Ерін Сінклер           | 2 епізоду                   |
| 2011-2012   | У простому вигляді        | In Plain Sight          | Детектив Ебігейл Чаффі | Регулярна роль, 16 епізодів |
| 2013-2014   | Відьми Іст-Енду           | Witches of East End     | Інгрід Бошам           | Регулярна роль, 23 епізоди  |
| 2015        | Для справедливості        | For Justice             | Ліза                   | пілот                       |
| 2017 -…     | Добрий лікар              | The good doctor         | Кей                    | Роль 1 епізод               |
| 2017 — …    | Спецназ                   | Seal team               | Ханна Олівер           | Роль 11 епізодів            |
| 2018 — 2020 | Жартую                    | Kidding                 | Ліза                   | Роль 1 епізод               |
| 2020 — 2021 | Морські котики            | SEAL Team               | Ханна Олівер           | Роль в 5 епізодах           |
| 2022        | Весільна пропозиція       | The wedding proposal    | Рейчел                 | Повна серія подкастів       |